# Mike Minihan

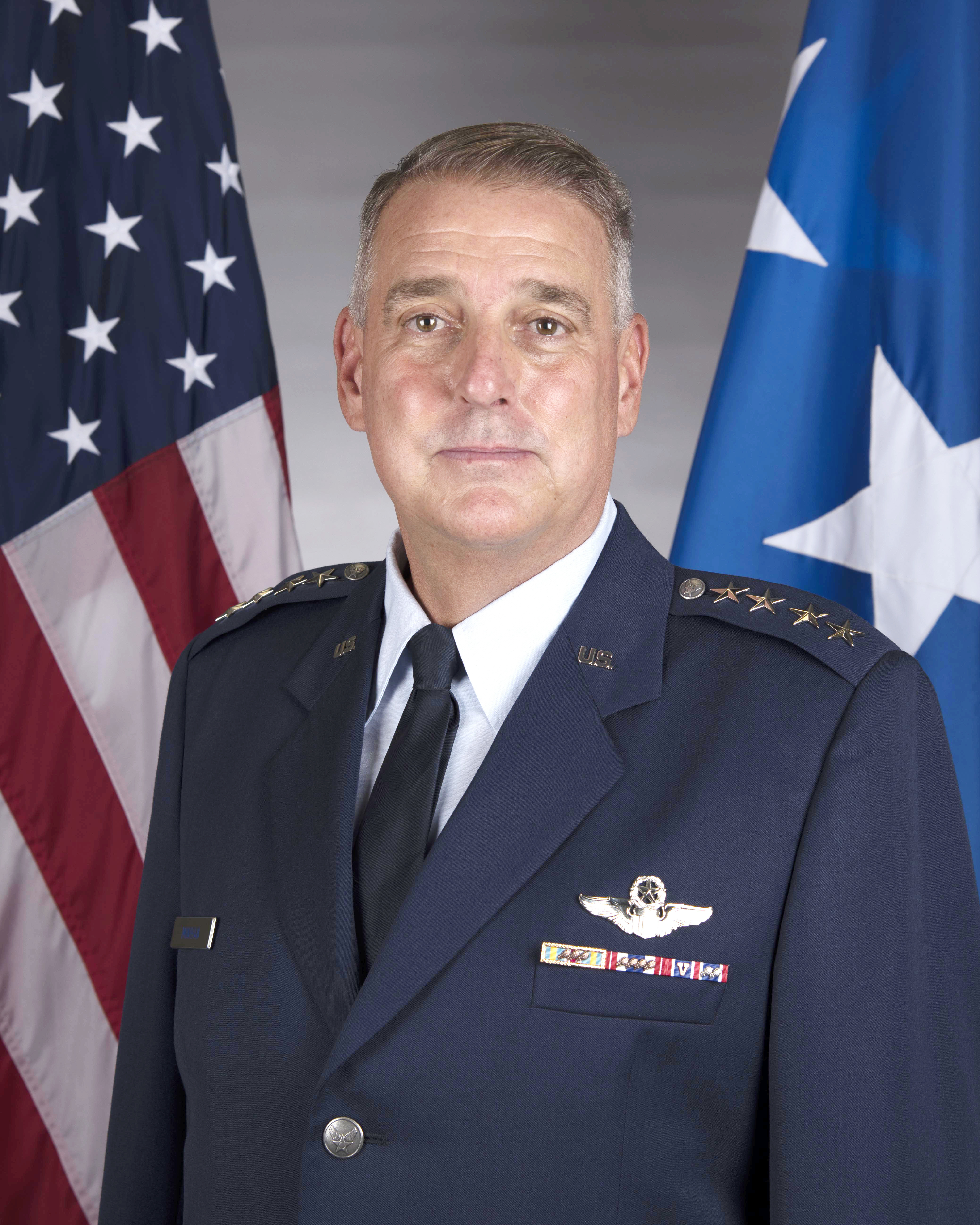
Mike Minihan (2021)

Michael A. „Mike“ Minihan (* 1967) ist ein ehemaliger US-amerikanischer General und war von 2021 bis 2024 Kommandeur des Air Mobility Command.

## Leben

### Militärischer Werdegang
Mike Minihan begann im April 1990 seine Pilotenausbildung auf der Columbus Air Force Base und wurde danach als Flugzeugführer auf dem Muster Lockheed C-130 Hercules in Little Rock, Arkansas und auf der Moody Air Force Base nahe Valdosta, Georgia eingesetzt. Von September 1997 bis Oktober 2000 war er als Angehöriger der 37th Airlift Squadron auf der Ramstein Air Base in Rheinland-Pfalz stationiert.
Nach einer zweijährigen Zeit im Hauptquartier der United States Air Force nahm er an einem Lehrgang am Air Command and Staff College auf der Maxwell-Gunter Air Force Base in Alabama teil und war anschließend als Einsatzstabsoffizier und schließlich Staffelkapitän der 40th Airlift Squadron auf der Dyess Air Force Base in Texas eingesetzt. Von Juli 2006 bis Juli 2007 war er Lehrgangsteilnehmer am Army War College, es schlossen sich zwei Verwendungen im Ausland als Verbindungsoffizier des United States Transportation Command zu den United States Forces Korea in Seoul, Südkorea an. Von Juli 2008 bis Juli 2009 diente er als Adjutant des stellvertretenden Kommandeurs von US Forces Korea und kehrte danach als stellvertretender Kommandeur des 60th Air Mobility Wing, Travis Air Force Base, Kalifornien, in die Vereinigten Staaten zurück. Von Juli 2010 bis Februar 2012 übernahm er das 19th Airlift Wing in Little Rock als Kommandeur.
Im Februar/März 2012 übernahm Minihan das 89th Airlift Wing von Jacqueline Van Ovost auf der Joint Base Andrews Naval Air Facility in Maryland. Diesem Verband gehören unter anderem die beiden für den Transport des Präsidenten der Vereinigten Staaten eingesetzten Boeing VC-25 an. Ab September 2013 wurde Minihan bei den Pacific Air Forces auf Hawaii eingesetzt als Deputy Director for Air and Cyberspace Operations und anschließend von Juni 2015 bis Juni 2017 Deputy Director for Operations im United States Pacific Command, ebenfalls auf der Inselgruppe. Am 2. März 2015 erfolgte die Ernennung zum Brigadier General. 2017 bis Januar 2019 wurde er erneut in Korea verwendet als Chief of Staff der United States Forces Korea und erhielt am 3. Juli 2018 die Ernennung zum Major General.
Nach einem neunmonatigen Einsatz als Stabschef des United States Indo-Pacific Command in Hawaii ernannte man Minihan zum stellvertretenden Kommandeur des Kommandos und beförderte ihn Ende September 2019 zum Lieutenant General. Im Oktober 2021 wurde er schließlich zum Kommandeur des Air Mobility Command ernannt und zum General befördert. Er war Mitte Juli 2021 als Nachfolger von Jacqueline Van Ovost von Joe Biden vorgeschlagen und am 29. Juli 2021 vom United States Senate Committee on Armed Services bestätigt worden. Am 9. September 2024 übergab er das Kommando an John D. Lamontagne und trat in den Ruhestand.

### Äußerungen zum Verhältnis zwischen den Vereinigten Staaten und der Volksrepublik China
In einem im Januar 2023 gegenüber allen dem Air Mobility Command unterstellten Dienststellen und Verbänden veröffentlichten Memorandum sagte er, er rechne damit, dass die Vereinigten Staaten spätestens 2025 im Krieg mit der Volksrepublik China sein würden; das US-Verteidigungsministerium distanzierte sich von diesen Äußerungen.